# Friedrich Merz
Friedrich Merz   (Brilon, 11 de novembre de 1955) és un polític alemany, líder de la Unió Demòcrata Cristiana (CDU) que exerceix com a canceller d'Alemanya des del 6 de maig de 2025. Al setembre de 2024, va ser designat candidat de la Unió a la cancelleria per a les eleccions federals de 2025.
Merz es defineix com a conservador en l'àmbit social i liberal en l'econòmic, defensor del capitalisme i de polítiques favorables a les empreses. És un fort partidari de la UE i l'OTAN i ha advocat per una major integració europea, incloent-hi la creació d'un exèrcit europeu. És multimilionari, pilot privat i propietari de dues avionetes.
Jurista de formació, va ser eurodiputat (1989-1994) i diputat al Bundestag (1994-2009 i des de 2021). El 2000 es va convertir en líder del grup parlamentari CDU/CSU, però va perdre influència amb Angela Merkel i es va retirar de la política el 2009 per centrar-se en la seva carrera legal i empresarial, col·laborant amb Mayer Brown i BlackRock Alemanya.
Va tornar a la política el 2018 i, després de dos intents fallits en 2018 i 2021 va ser elegit líder de la CDU el 22 de gener de 2022.
Després de guanyar les eleccions federals de 2025, el 9 d'abril, Friedrich Merz va anunciar que s'havia arribat a un acord entre la CDU i l'SPD per formar un govern de gran coalició i l'11 d'abril, es va acordar que Merz seria elegit canceller el 6 de maig, però va perdre la primera votació, havent d'esperar a una segona votació el mateix dia. El mateix dia a la tarda va ser elegit canceller per 325 diputats.